# Charles Estienne
Pour les articles homonymes, voir Estienne.
Pour le critique d'art du XXe siècle, voir Charles Estienne (critique).
Charles Estienne [ʃaʁl etjɛn], né en 1504 à Paris et mort en 1564, est un médecin, imprimeur et écrivain français. Il est aussi connu sous le nom latin de Carolus Stephanus.

## Biographie

### Débuts
Il appartient à la grande famille des imprimeurs du même nom (troisième fils de Henri Estienne), et est le beau-fils de Simon de Colines. Il est élevé dans la connaissance des belles-lettres et des langues anciennes. Il travaille un peu dans l'atelier puis étudie la médecine à Paris auprès de Jacobus Sylvius en même temps que Vésale.

### Carrière médicale
Avant de devenir lui-même imprimeur, il se consacre aux langues anciennes puis à la médecine, comme Rabelais. Lazare Baïf lui confie l'éducation de son fils et, à ce titre, l’emmène dans ses ambassades en Allemagne et en Italie, pour qu'il puisse continuer ses soins à son élève. À Venise, Estienne se lie d'amitié avec Paul Manuce, qui parle de lui, dans quelques-unes de ses lettres, en des termes très honorables.
Il s'engage dans la publication d'une anatomie illustrée avec son ami Estienne de la Rivière, chirurgien et graveur, qui commence la gravure des bois dès 1530.
En 1542, il devient docteur Régent de la Faculté de médecine de Paris et exerce la médecine jusqu’en 1550. On lui doit plusieurs découvertes anatomiques importantes. En ostéologie, il découvre les trous nourriciers des os dont il comprend le rôle physiologique. En neurologie, il décrit le trijumeau, le nerf phrénique et la chaîne sympathique du pneumogastrique. Il est le premier, en 1539, à mentionner les valves veineuses du foie dans son livre De Dissectione Partium Corporis Humani Libri Tres (qui paraît en 1545); en 1751, Albrecht von Haller (1708-1777) le surnomme d'ailleurs « premier auteur des valves » (primus valvularum auctor), mais les veines du foie sont difficiles à observer, et l'histoire retiendra un autre nom pour la découverte de ces valves, Girolamo Fabrizi d'Acquapendente (1537-1619).

### Activités d'imprimeur
En 1550, à la suite de la fuite de son frère Robert Estienne à Genève, il doit reprendre la direction de l’imprimerie familiale et signe son malheur. En se basant sur les manuscrits de la bibliothèque du roi, il publie en 1551 la première édition du texte grec de l'historien Appien, en caractères Garamond. Draud s'est trompé en citant un Traité de Plutarque sorti de ses presses en 1544. Charles Estienne reçoit le titre d'imprimeur du roi, dans une lettre patente du 26 février 1552.
Condamné en 1557 dans l'affaire des "Grecs du roi", ses biens sont saisis à plusieurs reprises en 1561, 1562 et 1563. Il meurt ruiné en 1564. Sa fille Nicole Estienne renonce conjointement avec son mari Jean Liébault, à sa succession.
Selon Michel Maittaire, la beauté des éditions publiées par Charles Estienne n'a jamais été surpassée : il aurait égalé, par son érudition, les plus savants imprimeurs, et il en est peu qui aient publié plus d'ouvrages que lui en un aussi court espace de temps.
Dans une lettre à Scaliger, Jean Maumont décrit Charles Estienne comme un homme avare et emporté, jaloux de ses confrères et même de ses neveux, qu'il cherchait à desservir dans toutes les occasions.

## Œuvres et publications
Charles Estienne est l'auteur de plusieurs dictionnaires et de nombreux autres ouvrages

### Principales publications en latin
- De vasculis libellus, adulescentulorum causa ex Baysio decerptus. Addita vulgari Latinarum vocum interpretatione, Paris : Charles Estienne, 1536. (Édition de 1543 en ligne)
- De re vestiaria libellus, ex Bayfio excerptus: addita vulgaris linguae interpretatione, in adulescentulorum gratiam atque utilitatem. Lyon : (Melchior & Gaspar Trechsel), 1536, Paris, 1555, in-8o[5] (Édition de 1536 en ligne)
- Seminarium, et Plantarium fructiferarum praesertim arborum quae post hortos conseri solent, Denuo auctum & locupletatum. Huic accessit alter libellus de conserendis arboribus in seminario: deque iis in plantarium transserendis atque inserendis, 1536 ; Paris : Roberti Stephani, 1540. (Édition de 1540 en ligne)
- Vinetum, in quo varia vitium, vuarum, vinorum, antiqua ([Reprod.]), Éditeur : F. Stephanum (Parisiis), 1537, [1 microfilm ; 35 mm], lire en ligne sur Gallica.
- Arbustum, fonticulus, spinetum ([Reprod.]), apud Franciscum Stephanum (Parisiis), 1538, [1 microfilm ; 35 mm],lire en ligne sur Gallica.
- De re hortensi libellus, vulgaria herbarum, florum, ac fructicum. qui in hortis conseri solent, nomina Latinis vocibus effere docens ex probatis autoribus. In puerorum gratium atq(ue) utilitatem, Estienne, 1539 ; Paris : Robert Estienne 1543 ; Paris : Rob. Stephani, 1545 (Édition de 1539 en ligne)
- De nutrimentis, ad baillyum, Robert Estienne, 1550 (en ligne)
- Dictionarium propriorum nominum, Paris, 1544 (Édition de 1550 en ligne)
- Dictionarium historicum, geographicum ac poeticum : omnia gentium, hominum, locorum, fluminum, ac montium antiqua recentioramque ad sacras ac prophanas historias, poætarumque fabulas intelligendas necessaria, vocabula, bono ordine complectens. Nunc demum ultra praecedentes impressiones, studiosorum aliquot opera & locupletius & nitidius redditum, 1553 ; Parisiis : apud Ioannem Macaeum, 1572

Publié pour la première fois en 1553, il devient immensément populaire durant un siècle et connaîtra plusieurs éditions successives, notamment celle de 1579 à Lyon apud Herculem Gallum. Dans cette même année, l'ouvrage est imprimé par Stoer à Genève sans pour autant que soit indiqué le nom de l'auteur. Une édition de 1590 est disponible en ligne.
Cet ouvrage sera traduit en 1643 par D. de Juigné-Broissinière et réédité sous son nom, sous le titre Dictionnaire théologique, historique, poétique, cosmographique et chronologique. Il jouira d'une popularité immédiate, avec huit éditions en l'espace de 36 ans.
- De Latinis et Graecis nominibus arborum, fruticum, herbarum, piscium & auium liber, ex Aristotele, Theophrasto, Dioscoride, Galeno, Athenao, Oppiano..., Paris, 1544 ([Reprod.]) lire en ligne sur Gallica, 1547 , 1554. (Édition de 1547 en ligne)
- Dictionarium latino-grœcum, Paris, 1554, in-4° Estienne avertit qu'il l'a composé en grande partie sur les notes de Guillaume Budé.
- Dictionarium latino-gallicum, Paris, in-folio 1552 L'édition originale de 1552 a été numérisée par l'ARTFL. Lire en ligne

- Praedium rusticum, In Quo Cuiusuis Soli vel Culti vel Inculti Platarum Vocabula ac Descriptiones, Earumque Conseredarum atque Excolendarum Instrumenta suo Ordine Describuntur, Paris, 1554 (en ligne) Cet ouvrage de 648 pages en 10 parties, dédié le 22 décembre 1553 par Charles Estienne au surintendant Guillaume Bailly, reprend en les remaniant, plusieurs opuscules publiés précédemment.

- Thesaurus Ciceronis, Paris, 1556, in-folio Cet ouvrage n'eut aucun succès, et on croit que les frais qu'Estienne engagea pour l'imprimer l'obligèrent à des emprunts onéreux qui avancèrent sa ruine.
- Dictionarium historico-geographico-poeticum, Genève, in-4° (En ligne : éditions de 1590 (numérisation e-rara) et de 1633)Cet ouvrage ne parut qu'après la mort de l'auteur, et l'utilité des compilations de ce genre lui donna une vogue non méritée. Les différents éditeurs y firent des additions qui portèrent ce dictionnaire à un gros volume in-fol. C'est dans ce format que Nicolas Lloyd le publia d'abord à Oxford (1670; 1671), puis dans une édition novissima à Londres en 1686. Ces éditions ont été longtemps recherchées, mais l'ouvrage est tombé dans l'oubli depuis qu'il a été surpassé.
- Lexicon historicum, geographicum, poeticum. Hanc postremam editionem Fed. Morellus. ita recensuit ac recognovit. Parisiis, apud Joannem Libert, 1644 (en ligne)

### Principales publications en français
- La Dissection des parties du Corps humain divisée en trois livres, Paris : Simon de Colines, 1546, traduction française de De Dissectione partium corporis humani (1545), Texte intégral. Le De Dissectione représente un important jalon dans l’essor de l’anatomie à la Renaissance. À cette époque, le seul manuel d'anatomie illustré disponible était celui de Jacopo Berengario da Carpi. Ce fils d'imprimeur fut sans doute sensible à ce vide éditorial. Le manuscrit du De dissectione et les gravures étaient achevés en 1539 et une grande partie de l'ouvrage sous presse, quand un procès en plagiat fut intenté à son auteur et la publication interrompue.
- Abrégé de l'Histoire des vicomtes et ducs de Milan, extrait en partie de Paul Jove, 1552, in-4° Avec des portraits bien gravés
- La guide des chemins de France, revu et augmenté; Les fleuves de France, Paris, 1552 , lire en ligne sur Gallica
- La guide des chemins de France : reveue et augmentée ; Les fleuves de France : aussi augmentez par Charles Estienne..., Paris, 1552, in-8o. Ce fut le premier « guide du voyageur » mais aussi un grand succès de librairie puisque, en un peu plus de quinze années (de 1552 à 1568), vingt-huit éditions de ce texte furent publiées. Ce qui démontre à quel point cette initiative correspondait à un besoin de l'époque[8]. Cet ouvrage aurait servi à la composition de certains quatrains des Centuries de Nostradamus (cf Chantal Liaroutzos, RHR, 1986
- Paradoxes, ce sont propos contre la commune opinion: debatuz, en forme de declamations forenses: pour exerciter les jeunes esprits, en causes difficiles, Paris : Charles Estienne, 1553. (Édition de 1555 en ligne) Édition originale de la traduction libre de Charles Estienne des Paradossi d'Ortensio Lando. L'édition originale fut publiée à Lyon en 1543. Cet ouvrage semble avoir eu beaucoup de succès, car il s'en fit deux éditions dans le courant de la même année, et une troisième en 1544. L'ouvrage, destiné aux jeunes avocats, renferme 25 cas de plaidoiries épineuses relatifs à la misère, la laideur, l'emprisonnement, la guerre, l'ignorance, etc.
- L'Agriculture et maison rustique de M. Charles Estienne Docteur en Médecine, Plus un bref recueil de la Chasse & de la Fauconnerie, Paris, Jaques du Puis, 1564.

Cet ouvrage en français de 370 pages en 6 parties, comporte une épitre dédicatoire de Charles Estienne datée du 15 janvier 1564 à Thomas de Brageloigne, Conseiller du Roi et Lieutenant criminel de la Prévôté et Viconté de Paris.
Charles Estienne ne la présente pas comme une traduction du Praedium rusticum, mais, dans sa dédicace, indique que le traité devait s'appeler Agriculture Française et maison rustique, qu'il s'affranchit des auteurs anciens et ne traite pas de la culture sous le climat italien. Il se revendique comme auteur propre de l'ouvrage en tant que témoin oculaire et praticien lui-même de l'agriculture en France : « Or j'ai nommé le traité qu'en ai fait l'Agriculture Française et maison rustique, parce que je ne passe en quoi que ce soit sur les pays transmarins, n'y transmontains, et partant ne me sers aucunement des écrits de ceux qui en ont fait mention au temps passé.. Ai été contraint de rustiquer souventes fois, et familièrement converser avec toutes sortes de gens rustiques, comme avec laboureurs, vignerons, chartiers, bouviers, âniers, muletiers, bergers, jardiniers, pêcheurs, chasseurs, oiseleurs, fauconniers, à fin que je ne connusse les choses assurément et que je ne fusse scripteur des choses ouïes ou louées, comme font plusieurs de notre temps, mais plutôt auteur oculaire et praticien de notre agriculture Française et maison rustique. »
Jean Liébault, son gendre, le republie à partir de 1566 avec des ajouts successifs en y adjoignant son nom. Les éditions de 1566, 1567, 1570 et 1572 comportent une dédicace à Antoine de Crussol, Duc d'Uzès. Les éditions de 1578, 1583 et ultérieures, une dédicace à Jacques de Crussol, Duc d'Uzès.
Cette version amendée par Jean Liébault, sera réimprimée à de nombreuses reprises, notamment en 1629 par Franciscus Pelocarum, et traduite en italien par Hercule Cato, Venise, in-4° ; en allemand, par Melchior Sebitz, Strasbourg, 1592, in-fol. ; en anglais, par Gervais Marckam, et en flamand. Il s'en fit de nombreuses éditions.

Pour Gérard Oberlé : « Ce gros volume regroupe tous les traités sur les jardins, prés, vignobles, arbres fruitiers, potagers publiés séparément par Charles Estienne entre 1535 et 1548. Il en fit une complète révision avant de les réunir sous le titre de rusticum. On y trouve non seulement des préceptes pratiques, mais aussi beaucoup d'érudition, appuyée sur d'anciens auteurs grecs et latins. Ce livre, l'un des premiers du genre, connut un énorme succès et contribua à faire naître l'habitude de ces sortes de catéchismes ruraux. Le recueil de 1554 est l'embryon de ce qui, après de nombreuses augmentations et transformations, deviendra la célèbre Maison Rustique de Estienne et Liébault. »
Pour Laurent Paya : « L’Agriculture et maison rustique, éditée à titre posthume dès 1564 (...), est le résultat d’une profonde réécriture en langue vernaculaire du Prædium rusticum de 1554 impliquant une rénovation complète de l’ouvrage jusque dans ses objectifs pédagogiques.»
Le chapitre III, intitulé vinetum, est entièrement consacré au vin et à la vigne. De nombreux types de vins y sont cités : Gascogne, Anjou, Bourgogne. Champagne, Soissons, Orléans, Beaune, Ysans, Bordeaux, Mâcon, Graves, Gaillac, Reims, Saint-Germain, Pringy, Arbois, Gentilly, Suresne, Meudon, Fontenay, Arcueil, Issy, Mont-Valérien, Montmartre, Ay, etc. Lire en ligne.
- Première comédie de Térence, intitulée l'Andrie,  traduite en prose, Paris, in-16 ; (Théâtre français de la Renaissance, La Comédie à l’époque d’Henri II et de Charles IX. Première Série. Vol. 6 (1541-1554), Florence, Olschki ; Paris, Presses Universitaires de France, 1994, édition d’Enea Balmas et Michel Dassonville)

- Comédie du Sacrifice, des professeurs de l'académie senoise nommés Intronati, traduite de la langue toscane, Lyon, 1543, in-8o ; réimprimée sous le titre des Abusés, Paris, 1549, in-16. La pièce italienne est intitulée : Gli ingannati. lire en ligne sur Gallica La traduction est rare et recherchée.

- Les figures et portraicts des parties du corps humain, Paris : Jacques Kerver, 1575. En ligne (exemplaire des Bibliothèques de Nancy, Rés. 4037)

- L'agriculture, et maison rustique ; plus un Bref recueil des chasses et de la fauconnerie ([Reprod.]), de MM. Charles Estienne, & Jean Liebault, Éditeur: Jaques du Puys (Lyon), 1583, [1 microfilm ; 35 mm], lire en ligne sur Gallica